# Grand Prix Hassan II 2008 - Qualificazioni singolare
Le qualificazioni del singolare  del Grand Prix Hassan II 2008 sono state un torneo di tennis preliminare per accedere alla fase finale della manifestazione. I vincitori dell'ultimo turno sono entrati di diritto nel tabellone principale. In caso di ritiro di uno o più giocatori aventi diritto a questi sono subentrati i lucky loser, ossia i giocatori che hanno perso nell'ultimo turno ma che avevano una classifica più alta rispetto agli altri partecipanti che avevano comunque perso nel turno finale.
Le qualificazioni del torneo Grand Prix Hassan II  2008 prevedevano 24 partecipanti di cui 4 sono entrati nel tabellone principale.

## Teste di serie
1. Gilles Simon (Qualificato)
2. Rubén Ramírez Hidalgo (Qualificato)
3. Robert Smeets (ultimo turno)
4. Jun Woong-sun (Qualificato)

1. Marc Fornell-Mestres (ultimo turno)
2. Gianluca Naso (ultimo turno)
3. Peter Polansky (Qualificato)
4. Gustavo Marcaccio (ultimo turno)

## Qualificati
1. Gilles Simon
2. Rubén Ramírez Hidalgo

1. Peter Polansky
2. Jun Woong-sun

## Tabellone

### Legenda
| - Q = Qualificato - WC = Wild card - LL = Lucky loser | - ALT = Alternate - SE = Special Exempt - PR = Protected Ranking | - w/o = Walkover - r = Ritirato - d = Squalificato |

### Sezione 1
|  | Primo turno       | Primo turno       | Primo turno      | Primo turno | Primo turno |  |  | Secondo turno | Secondo turno    | Secondo turno  | Secondo turno | Secondo turno |   |   | Ultimo turno | Ultimo turno | Ultimo turno | Ultimo turno | Ultimo turno |  |
|  |                   |                   |                  |             |             |  |  |               |                  |                |               |               |   |   |              |              |              |              |              |  |
|  |                   |                   |                  |             |             |  |  |               |                  |                |               |               |   |   |              |              |              |              |              |  |
|  |                   |                   |                  |             |             |  |  | 1             | Gilles Simon     | Gilles Simon   | 6             | 6             |   |   |              |              |              |              |              |  |
|  | Saad Benkirane    | Saad Benkirane    | 5                | 6           | 6           |  |  |               | Saad Benkirane   | Saad Benkirane | 1             | 1             |   |   |              |              |              |              |              |  |
|  | Chemseddine Belal | Chemseddine Belal | 7                | 2           | 3           |  |  |               |                  |                |               |               |   |   | 1            | Gilles Simon | Gilles Simon | 6            | 6            |  |
|  | František Čermák  | František Čermák  | František Čermák | 6           | 6           |  |  |               |                  | 6              | Gianluca Naso | Gianluca Naso | 2 | 3 |              |              |              |              |              |  |
|  | Jordan Kerr       | Jordan Kerr       | Jordan Kerr      | 1           | 2           |  |  |               | František Čermák | 6              | 4             | 3             |   |   |              |              |              |              |              |  |
|  |                   |                   |                  |             |             |  |  | 6             | Gianluca Naso    | 1              | 6             | 6             |   |   |              |              |              |              |              |  |
|  |                   |                   |                  |             |             |  |  |               |                  |                |               |               |   |   |              |              |              |              |              |  |

### Sezione 2
|  | Primo turno      | Primo turno      | Primo turno      | Primo turno | Primo turno |  |  | Secondo turno | Secondo turno         | Secondo turno         | Secondo turno     | Secondo turno |   |   | Ultimo turno | Ultimo turno          | Ultimo turno | Ultimo turno | Ultimo turno |  |
|  |                  |                  |                  |             |             |  |  |               |                       |                       |                   |               |   |   |              |                       |              |              |              |  |
|  |                  |                  |                  |             |             |  |  |               |                       |                       |                   |               |   |   |              |                       |              |              |              |  |
|  |                  |                  |                  |             |             |  |  | 2             | Rubén Ramírez Hidalgo | Rubén Ramírez Hidalgo | 6                 | 6             |   |   |              |                       |              |              |              |  |
|  | Johan Brunström  | Johan Brunström  | Johan Brunström  | 6           | 6           |  |  |               | Johan Brunström       | Johan Brunström       | 3                 | 1             |   |   |              |                       |              |              |              |  |
|  | Badr Bouabdellah | Badr Bouabdellah | Badr Bouabdellah | 1           | 2           |  |  |               |                       |                       |                   |               |   |   | 2            | Rubén Ramírez Hidalgo | 7            | 4            | 6            |  |
|  | Reda Karakhi     | Reda Karakhi     | 5                | 6           | 6           |  |  |               |                       | 8                     | Gustavo Marcaccio | 63            | 6 | 0 |              |                       |              |              |              |  |
|  | Younes Rachidi   | Younes Rachidi   | 7                | 3           | 4           |  |  |               | Reda Karakhi          | Reda Karakhi          | 1                 | 1             |   |   |              |                       |              |              |              |  |
|  |                  |                  |                  |             |             |  |  | 8             | Gustavo Marcaccio     | Gustavo Marcaccio     | 6                 | 6             |   |   |              |                       |              |              |              |  |
|  |                  |                  |                  |             |             |  |  |               |                       |                       |                   |               |   |   |              |                       |              |              |              |  |

### Sezione 3
|  | Primo turno       | Primo turno       | Primo turno       | Primo turno | Primo turno |  |  | Secondo turno | Secondo turno  | Secondo turno  | Secondo turno  | Secondo turno  |   |   | Ultimo turno | Ultimo turno  | Ultimo turno  | Ultimo turno | Ultimo turno |  |
|  |                   |                   |                   |             |             |  |  |               |                |                |                |                |   |   |              |               |               |              |              |  |
|  |                   |                   |                   |             |             |  |  |               |                |                |                |                |   |   |              |               |               |              |              |  |
|  |                   |                   |                   |             |             |  |  | 3             | Robert Smeets  | Robert Smeets  | 6              | 6              |   |   |              |               |               |              |              |  |
|  | Mohamed Saber     | Mohamed Saber     | Mohamed Saber     | 6           | 6           |  |  |               | Mohamed Saber  | Mohamed Saber  | 4              | 2              |   |   |              |               |               |              |              |  |
|  | Ahmed Moumni      | Ahmed Moumni      | Ahmed Moumni      | 1           | 1           |  |  |               |                |                |                |                |   |   | 3            | Robert Smeets | Robert Smeets | 3            | 1            |  |
|  | Mariano Hood      | Mariano Hood      | Mariano Hood      | 6           | 6           |  |  |               |                | 7              | Peter Polansky | Peter Polansky | 6 | 6 |              |               |               |              |              |  |
|  | Jaroslav Levinský | Jaroslav Levinský | Jaroslav Levinský | 3           | 4           |  |  |               | Mariano Hood   | Mariano Hood   | 4              | 3              |   |   |              |               |               |              |              |  |
|  |                   |                   |                   |             |             |  |  | 7             | Peter Polansky | Peter Polansky | 6              | 6              |   |   |              |               |               |              |              |  |
|  |                   |                   |                   |             |             |  |  |               |                |                |                |                |   |   |              |               |               |              |              |  |

### Sezione 4
|  | Primo turno      | Primo turno      | Primo turno      | Primo turno | Primo turno |  |  | Secondo turno | Secondo turno        | Secondo turno        | Secondo turno        | Secondo turno |   |   | Ultimo turno | Ultimo turno  | Ultimo turno | Ultimo turno | Ultimo turno |  |
|  |                  |                  |                  |             |             |  |  |               |                      |                      |                      |               |   |   |              |               |              |              |              |  |
|  |                  |                  |                  |             |             |  |  |               |                      |                      |                      |               |   |   |              |               |              |              |              |  |
|  |                  |                  |                  |             |             |  |  | 4             | Jun Woong-sun        | 6                    | 6                    | 6             |   |   |              |               |              |              |              |  |
|  | Andrés Schneiter | Andrés Schneiter | Andrés Schneiter | 6           | 6           |  |  |               | Andrés Schneiter     | 7                    | 2                    | 2             |   |   |              |               |              |              |              |  |
|  | Omar Erramy      | Omar Erramy      | Omar Erramy      | 2           | 1           |  |  |               |                      |                      |                      |               |   |   | 4            | Jun Woong-sun | 6            | 4            | 6            |  |
|  | Bruno Soares     | Bruno Soares     | Bruno Soares     | 6           | 6           |  |  |               |                      | 5                    | Marc Fornell-Mestres | 3             | 6 | 3 |              |               |              |              |              |  |
|  | Omar Aboussalham | Omar Aboussalham | Omar Aboussalham | 1           | 1           |  |  |               | Bruno Soares         | Bruno Soares         | 2                    | 3             |   |   |              |               |              |              |              |  |
|  |                  |                  |                  |             |             |  |  | 5             | Marc Fornell-Mestres | Marc Fornell-Mestres | 6                    | 6             |   |   |              |               |              |              |              |  |
|  |                  |                  |                  |             |             |  |  |               |                      |                      |                      |               |   |   |              |               |              |              |              |  |